# Эді
Эдi — крымский психо-поп-проект, созданный в 2018 году Эдие Сейтумеровой и Александром Чуксиным. Музыка коллектива совмещает в себе линейную электронику, триповые гитарные переборы, этнические инструменты и хоровые распевки.

## История
Музыкальный дуэт был создан в 2018 году, когда Александр и Эдие решили объединить два противоположных жанра в гармоничный эксперимент. Название проекта появилось благодаря сокращению имени Эдие, которое переводится с крымскотатарского языка, как «подарок». Дуэт кропотливо сплетает древние сказания народов Крыма, события современности и собственные переживания.
Большинство музыкальных видео снимает один из создателей проекта — Александр Чуксин. Клипы «СОМА», «Жёлтый цветок» и «Не суди» были неоднократно показаны в эфирах различных телеканалов, например О2ТВ и 2х2.
Группа уже была освещена во многих СМИ. В начале 2020 года Собака.ru опубликовала статью "Семейный экспериментальный дуэт «Эді», в которой был анонсирован выход клипа «Между двух морей» снятый на Крымской АЭС. В 2021 году, после успешной презентации альбома «Присказка», дали большие интервью изданиям The Village и Colta.ru.

## Состав (live)
- Эдие Сейтумерова
- Александр Чуксин
- Сергей Скорык

## Участие в фестивалях
- 2020 — Levi’s Frontwoman (Россия)
- 2021 — «Rituals» Mutabor (Москва, Россия)
- 2021 — Signal (Россия)
- 2022 — MOC fest (Ташкент, Узбекистан)[4]
- 2022 — NUR (Казань, Россия)[5][6]
- 2023 — MAЁWKA (Анапа, Россия)[7]
- 2023 — Архстояние (Россия)[8]
- 2024 — ИТИЛЬ (Казань, Россия)
- 2024 — Signal (Россия)

## Дискография
- «О любви и её проявлениях» (2019)
- «Между двух морей» (2019)
- «Присказка» (2020)[9]
- «Сомачувствия» (2024)